# Microregione di Coelho Neto
Coelho Neto è una microregione dello Stato del Maranhão in Brasile, appartenente alla mesoregione di Leste Maranhense.

## Comuni
Comprende 4 comuni:
- Afonso Cunha
- Aldeias Altas
- Coelho Neto
- Duque Bacelar